# Przywódcy Związku Socjalistycznych Republik Radzieckich
Przywódcy Związku Socjalistycznych Republik Radzieckich – przywódcy dawnego państwa, Związku Socjalistycznych Republik Radzieckich (ZSRR).

## Faktyczni przywódcy Związku Socjalistycznych Republik Radzieckich
| # | Imię i Nazwisko                   | Portret | Kadencja             | Kadencja             | Partia polityczna                                | Partia polityczna |
| # | Imię i Nazwisko                   | Portret | Od                   | Do                   | Partia polityczna                                | Partia polityczna |
| - | --------------------------------- | ------- | -------------------- | -------------------- | ------------------------------------------------ | ----------------- |
| 1 | Włodzimierz Lenin (1870–1924)     |         | 30 grudnia 1922      | 21 stycznia 1924†    |                                                  | RKP(b)            |
| 2 | Józef Stalin (1878–1953)          |         | 21 stycznia 1924     | 5 marca 1953†        | RKP(b) (do 1925) WKP(b) (do 1952) KPZR (od 1952) |                   |
| 3 | Gieorgij Malenkow (1902–1988)     |         | 5 marca 1953         | 7 września 1953      | KPZR                                             |                   |
| 4 | Nikita Chruszczow (1894–1971)     |         | 7 września 1953      | 14 października 1964 | KPZR                                             |                   |
| 5 | Leonid Breżniew (1906–1982)       |         | 14 października 1964 | 10 listopada 1982†   | KPZR                                             |                   |
| 6 | Jurij Andropow (1914–1984)        |         | 12 listopada 1982    | 9 lutego 1984†       | KPZR                                             |                   |
| 7 | Konstantin Czernienko (1911–1985) |         | 13 lutego 1984       | 10 marca 1985†       | KPZR                                             |                   |
| 8 | Michaił Gorbaczow (1931–2022)     |         | 11 marca 1985        | 25 grudnia 1991      | KPZR                                             |                   |

## Głowy państwa Rosji Radzieckiej i Związku Socjalistycznych Republik Radzieckich
W latach 1917–1990 urząd głowy państwa pełnił organ kolegialny, jego przewodniczący pełnił jedynie m.in. funkcje reprezentacyjne i protokolarne.

### Rosja Radziecka (1917–1922)
Zobacz: Przewodniczący Centralnego Komitetu Wykonawczego Rosyjskiej FSRR

### Związek Socjalistycznych Republik Radzieckich(1922–1991)

#### Przewodniczący Centralnego Komitetu Wykonawczego ZSRR
| # | Imię i Nazwisko             | Portret | Kadencja        | Kadencja         | Partia polityczna | Partia polityczna                 |
| # | Imię i Nazwisko             | Portret | Od              | Do               | Partia polityczna | Partia polityczna                 |
| - | --------------------------- | ------- | --------------- | ---------------- | ----------------- | --------------------------------- |
| 1 | Michaił Kalinin (1875–1946) |         | 30 grudnia 1922 | 12 stycznia 1938 |                   | RKP(b) (do 1925) WKP(b) (od 1925) |

#### Przewodniczący Prezydium Rady Najwyższej ZSRR
- tymczasowo

| #   | Imię i Nazwisko                   | Portret | Kadencja            | Kadencja            | Partia polityczna | Partia polityczna               |
| #   | Imię i Nazwisko                   | Portret | Od                  | Do                  | Partia polityczna | Partia polityczna               |
| --- | --------------------------------- | ------- | ------------------- | ------------------- | ----------------- | ------------------------------- |
| 1   | Michaił Kalinin (1875–1946)       |         | 17 stycznia 1938    | 19 marca 1946       |                   | WKP(b)                          |
| 2   | Nikołaj Szwernik (1888–1970)      |         | 19 marca 1946       | 6 marca 1954        |                   | WKP(b) (do 1952) KPZR (od 1952) |
| 3   | Klimient Woroszyłow (1881–1969)   |         | 14 marca 1953       | 7 maja 1960         |                   | KPZR                            |
| 4   | Leonid Breżniew (1906–1982)       |         | 7 maja 1960         | 15 lipca 1964       |                   | KPZR                            |
| 5   | Anastas Mikojan (1895–1978)       |         | 15 lipca 1964       | 9 grudnia 1965      |                   | KPZR                            |
| 6   | Nikołaj Podgorny (1903–1983)      |         | 9 grudnia 1965      | 16 czerwca 1977     |                   | KPZR                            |
| (4) | Leonid Breżniew (1906–1982)       |         | 16 czerwca 1977     | 10 listopada 1982   |                   | KPZR                            |
| -   | Wasilij Kuzniecow (1901–1990)     |         | 10 listopada 1982   | 16 czerwca 1983     |                   | KPZR                            |
| 7   | Jurij Andropow (1914–1984)        |         | 16 czerwca 1983     | 9 lutego 1984       |                   | KPZR                            |
| -   | Wasilij Kuzniecow (1901–1990)     |         | 9 lutego 1984       | 11 kwietnia 1984    |                   | KPZR                            |
| 8   | Konstantin Czernienko (1911–1985) |         | 11 kwietnia 1984    | 10 marca 1985       |                   | KPZR                            |
| -   | Wasilij Kuzniecow (1901–1990)     |         | 10 marca 1985       | 2 lipca 1985        |                   | KPZR                            |
| 9   | Andriej Gromyko (1909–1989)       |         | 2 lipca 1985        | 1 października 1988 |                   | KPZR                            |
| 10  | Michaił Gorbaczow (1931–2022)     |         | 1 października 1988 | 25 maja 1989        |                   | KPZR                            |

#### Przewodniczący Rady Najwyższej
| # | Imię i Nazwisko               | Portret | Kadencja     | Kadencja      | Partia polityczna | Partia polityczna |
| # | Imię i Nazwisko               | Portret | Od           | Do            | Partia polityczna | Partia polityczna |
| - | ----------------------------- | ------- | ------------ | ------------- | ----------------- | ----------------- |
| 1 | Michaił Gorbaczow (1931–2022) |         | 25 maja 1989 | 15 marca 1990 |                   | KPZR              |

#### Prezydent ZSRR
| # | Imię i Nazwisko               | Portret | Kadencja      | Kadencja        | Partia polityczna | Partia polityczna |
| # | Imię i Nazwisko               | Portret | Od            | Do              | Partia polityczna | Partia polityczna |
| - | ----------------------------- | ------- | ------------- | --------------- | ----------------- | ----------------- |
| 1 | Michaił Gorbaczow (1931–2022) |         | 15 marca 1990 | 25 grudnia 1991 |                   | KPZR              |

25 grudnia 1991 do dymisji podał się całkowicie już pozbawiony władzy prezydent ZSRR – Michaił Gorbaczow, a następnego dnia (26 grudnia) akt rozwiązania ZSRR wszedł w życie. Formalny koniec ZSRR w świetle prawa międzynarodowego to 31 grudnia 1991.